# Profan
Profan je sedmi studijski album norveškog black metal-sastava Kampfar. Album je 13. studenoga 2015. godine objavila diskografska kuća Indie Recordings.

## O albumu
Godine 2015. album osvaja norvešku nagradu Spellemannprisen za najbolje postignuće u glazbenom žanru metala.
Sastav 31. listopada 2015. objavljuje glazbeni spot za pjesmu "Daimon".

## Popis pjesama
| 1.    | »Gloria Ablaze«      | 4:31 |
| 2.    | »Profanum«           | 5:35 |
| 3.    | »Icons«              | 5:01 |
| 4.    | »Skavank«            | 7:35 |
| 5.    | »Daimon«             | 5:54 |
| 6.    | »Pole in the Ground« | 6:29 |
| 7.    | »Tornekratt«         | 5:05 |
| 40:10 |                      |      |

## Zasluge
| Kampfar - Dolk – vokali - Jon – bas-gitara - Ask Ty – bubnjevi, dodatni vokali - Ole – gitara, klavijature, produkcija, snimanje, inženjer zvuka | Dodatni glazbenici - Geir Torgersen – didžeridu, dodatni vokali Ostalo osoblje - Robert Høyem – ilustracije - Sebastian Ludvigsen – fotografija - Stamos Koliousis – snimanje, inženjer zvuka - Jonas Kjellgren – snimanje, inženjer zvuka, miksanje, mastering - Zdzisław Beksiński – naslovnica |